# Heteralonia dispar
Heteralonia dispar är en tvåvingeart som först beskrevs av Friedrich Hermann Loew 1869.  Heteralonia dispar ingår i släktet Heteralonia och familjen svävflugor. Inga underarter finns listade i Catalogue of Life.